# Браслетник Мужо
Браслетник Мужо (Amphidium mougeotii) — вид мохів порядку дикранальних (Dicranales).

## Поширення
Батьківщиною є Європа, Макаронезія, Північна Америка, Азія.
Населяє сезонно вологі тріщини скель від нейтральних до кислих; від низьких до помірних висот.

## Характеристика
Рослини 2–5 см. Стебла 0.4–0.8(1) см. Стеблові листки лінійно-ланцетні, 1.5–3 мм; поля плоскі, цілі. Вид дводомний. Коробочкові ніжки 2.2–3.5 мм, прямі. Коробочка 1–1.5 мм. Спори 9–12 мкм.